# 临港中运量3号线
临港中运量3号线又称临港新片区中运量T3线，是中华人民共和国上海市浦东新区临港新片区的一条智轨线路，于2023年7月开通运营。该线路连接四团镇、临港园区奉贤分区、临港重装备产业区等多个片区。
运营高峰间隔20-25分钟；平峰间隔：20-28分钟。

## 票价
临港中运量3号线单一票价2元，可持现金购票、上海交通卡乘车或手机支付。使用上海交通卡。随申码、上海公共交通二维码乘车可享受与地面公交、轨道交通的优惠换乘。

## 车站列表
临港中运量3号线目前共有5个车站，其中在飞渡路站可与临港中运量1号线换乘，正嘉路站位于浦东新区和奉贤区的交界处。
| 中文名称 | 英文名称        | 换乘交通        |
| -------- | --------------- | --------------- |
| 草萱路   | Caoxuan Road    |                 |
| 雪柳路   | Xueliu Road     |                 |
| 新杨公路 | Xinyang Highway |                 |
| 正嘉路   | Zhengjia Road   |                 |
| 飞渡路   | Feidu Road      | 临港中运量1号线 |